# Juho Saaristo
Juho Julius Saaristo (Tampere, 21 juli 1891 – aldaar, 12 oktober 1969) is een Fins speerwerper.
In 1912 maakte hij zijn olympische debuut op de Olympische Spelen van Stockholm. Bij het speerwerpen won hij een zilveren medaille. Zijn beste poging van 58,66 werd alleen overtroffen door de Zweed Eric Lemming met 60,64 m. Bij het onderdeel speerwerpen met twee handen veroverde hij zelfs een gouden medaille.
Acht jaar later moest hij op de Olympische Spelen van Antwerpen ondanks een verdere worp van 62,395 m genoegen nemen met een vierde plaats. Hierbij werd Saaristo vierde en bestond het Finse podium naast Jonni Myyrä uit Urho Peltonen (zilver) en Paavo Jaale-Johansson (brons).
Hij was aangesloten bij Viipurin Urheilijat/Tampereen Pyrintö.

## Titels
- Olympisch kampioen speerwerpen (twee handen) - 1912

## Persoonlijk record
| Onderdeel               | Prestatie | Datum            | Plaats    |
| ----------------------- | --------- | ---------------- | --------- |
| speerwerpen (oud model) | 62,395 m  | 15 augustus 1920 | Antwerpen |

## Palmares

### speerwerpen (één hand)
- 1912:  OS - 58,66 m
- 1920: 4e OS - 62,395 m

### speerwerpen (beide handen)
- 1912:  OS - 109,42 m